# Jože Robežnik
Jože Robežnik, slovenski televizijski voditelj, * 29. marec 1980
Njegova prva vidnejša televizijska vloga je bila, ko je leta 2013 z Matejem Pucem vodil oddajo Slovenija ima talent. Od leta 2015 z Bernardo Žarn vodi oddajo Vikend paket na TV Slovenija. V letih 2016 in 2017 je vodil kviz Taksi. Pod imenom JocoHud ustvarja spletne oddaje Stvar.  
Poročil se je leta 2015 v New Yorku, je oče sina.